# Zeebo Football Club
Zeebo Football Club é uma série de jogos eletrônicos de futebol a serem lançados no console Zeebo.
Os jogos foram desenvolvidos pela Zeebo Interactive Studios no Brasil, e serão lançados junto com o aplicativo Zeeboids.